# Los Shakers
Los Shakers est un groupe de beat uruguayen créé au début des années 1960. Composé des frères Fattoruso Osvaldo et Hugo, Carlos Vila et Roberto Capobianco, ils étaient considérés comme les Beatles du Rio de la Plata.